# تثقيف الذات
تثقيف الذات (بالإنجليزية: Self-cultivation)‏ أو تنمية الذات (بالإنجليزية: personal cultivation)‏ هي تطوير العقل أو القدرات من خلال الجهود الذاتية. يشمل هذا المفهوم تنمية وتكامل وتنسيق العقل والجسم. وعلى الرغم من أن تنمية الذات قد تُمارس وتُطبق كنوع من العلاج الإدراكي في العلاج النفسي، إلا أنها تتجاوز مجرد الشفاء والمساعدة الذاتية لتشمل أيضاً التطوير الذاتي، وتحسين الذات، وتحقيق الذات. ترتبط هذه العملية بمحاولات تجاوز وفهم الحالات الطبيعية للوجود، وتعزيز وصقل القدرات، وتطوير أو اكتشاف الإمكانيات البشرية الفطرية.
تشير تنمية الذات أيضًا إلى النماذج الفلسفية في الموهية، والكونفوشية، والطاوية والفلسفات الصينية الأخرى، وكذلك في الأبيقورية، وهي عنصر أساسي في القيم الأخلاقية الراسخة في شرق آسيا. وعلى الرغم من أن هذا المصطلح ينطبق على التقاليد الثقافية في الكونفوشية والطاوية، إلا أن أهداف وتطلعات تنمية الذات في هذه التقاليد تختلف بشكل كبير.